# 무명용사 기념상
무명용사 기념상은 대한민국 충청남도 논산시 연무읍, 육군훈련소에 있는 문화재이다. 2004년 12월 22일 논산시의 향토문화유산 제32호로 지정되었다.

## 개요
육군훈련소의 무명용사 기념상은 대한민국 초대 대통령 이승만이 “무명용사 기념상”이라는 친필 휘호를 하사하여, 6.25전쟁 및 6.25 전, 후 공비토벌전에서 무명으로 전사한 용사들의 넋을 추모하기 위해 동상으로 건립하였다.